# Барковский, Виктор Антонович
Ви́ктор Анто́нович Барко́вский (28 ноября 1919, Владивосток — 20 мая 1942, Липецкая область) — советский лётчик-истребитель, участник Великой Отечественной войны, Герой Советского Союза (14.02.1943), младший лейтенант.

## Биография
После призыва в армию (1940 год) стал лётчиком. Участник Великой Отечественной войны с июня 1941. Сделал 96 боевых вылетов. Окончил Ульяновскую военную авиационную школу пилотов в 1941 году.
20 мая 1942 года вылетел на самолёте И-153 на перехват вражеского разведчика Ju-88, фотографировавшего военные объекты в городе Ельце, Липецкой области. Барковский атаковал «юнкерс» над городом. Пулемётными очередями он заставил немца маневрировать и тем самым сорвал фотосъёмку. Стрелки «юнкерса» отвечали огнём. Вскоре Барковскому удалось поджечь вражеский самолёт. Тот развернулся и направился к линии фронта. Барковский попытался его добить, но у него кончились боеприпасы. Тогда он приблизился к «юнкерсу» вплотную и направил свою «чайку» на его фюзеляж. Сам погиб при таране.
Указом Президиума Верховного Совета СССР от 14 февраля 1943 года за исключительный героизм и самопожертвование во имя Родины Виктору Антоновичу Барковскому было посмертно присвоено звание Героя Советского Союза.

## Награды
- Медаль «Золотая Звезда» Героя Советского Союза
- Орден Ленина

## Память
- Похоронен в Ельце на площади Революции.
- 10 сентября 1996 года в честь Барковского назвали одну из улиц в Липецке (в Ссёлках).
- Улица Барковского есть также и в Ельце.
- Мемориальные доски установлены на зданиях школы № 17 в городе Екатеринбурге и завода тракторных гидроагрегатов в Ельце.